# Bousculade de Port Harcourt
La bousculade de Port Harcourt est survenue le 28 mai 2022 à Port Harcourt, dans l'État de Rivers, au Nigeria, et a fait trente-et-un tués et sept blessés.

## Bousculade
La catastrophe s'est produite vers 6 h 0 du matin dans une église pentecôtiste locale qui organisait des services caritatifs. Certaines des personnes qui faisaient la queue pour recevoir de la nourriture étaient frustrées par le temps que cela prenait et ont essayé de se rapprocher, déclenchant la bousculade. Au moins 31 personnes sont mortes, dont plusieurs enfants,. Un porte-parole de la police a déclaré aux journalistes qu'au moins sept personnes avaient été blessées.